# Kazuo Echigo
Kazuo Echigo (jap. 越後 和男 Echigo Kazuo; ur. 28 grudnia 1965) – były japoński piłkarz, reprezentant kraju.

## Kariera klubowa
Od 1984 do 1999 roku występował w klubach: JEF United Ichihara i Vegalta Sendai.

## Kariera reprezentacyjna
W reprezentacji Japonii zadebiutował w 1986. W reprezentacji Japonii występował w latach 1986-1987. W sumie w reprezentacji wystąpił w 6 spotkaniach.

## Statystyki
| Reprezentacja Japonii | Reprezentacja Japonii | Reprezentacja Japonii |
| Rok                   | Mecze                 | Gole                  |
| --------------------- | --------------------- | --------------------- |
| 1986                  | 3                     | 0                     |
| 1987                  | 3                     | 1                     |
| Razem                 | 6                     | 1                     |